# Monasterio de Simonos Petra

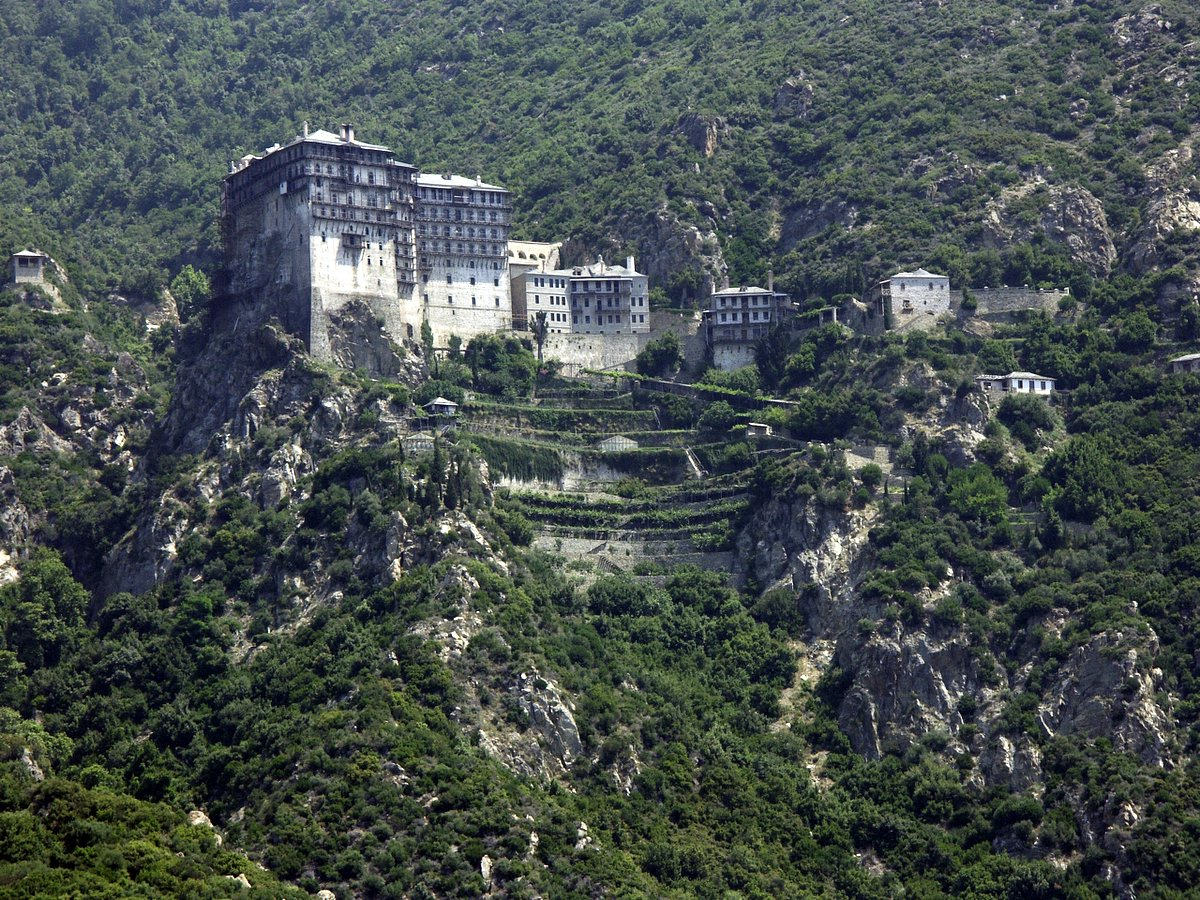
Simonopetra.

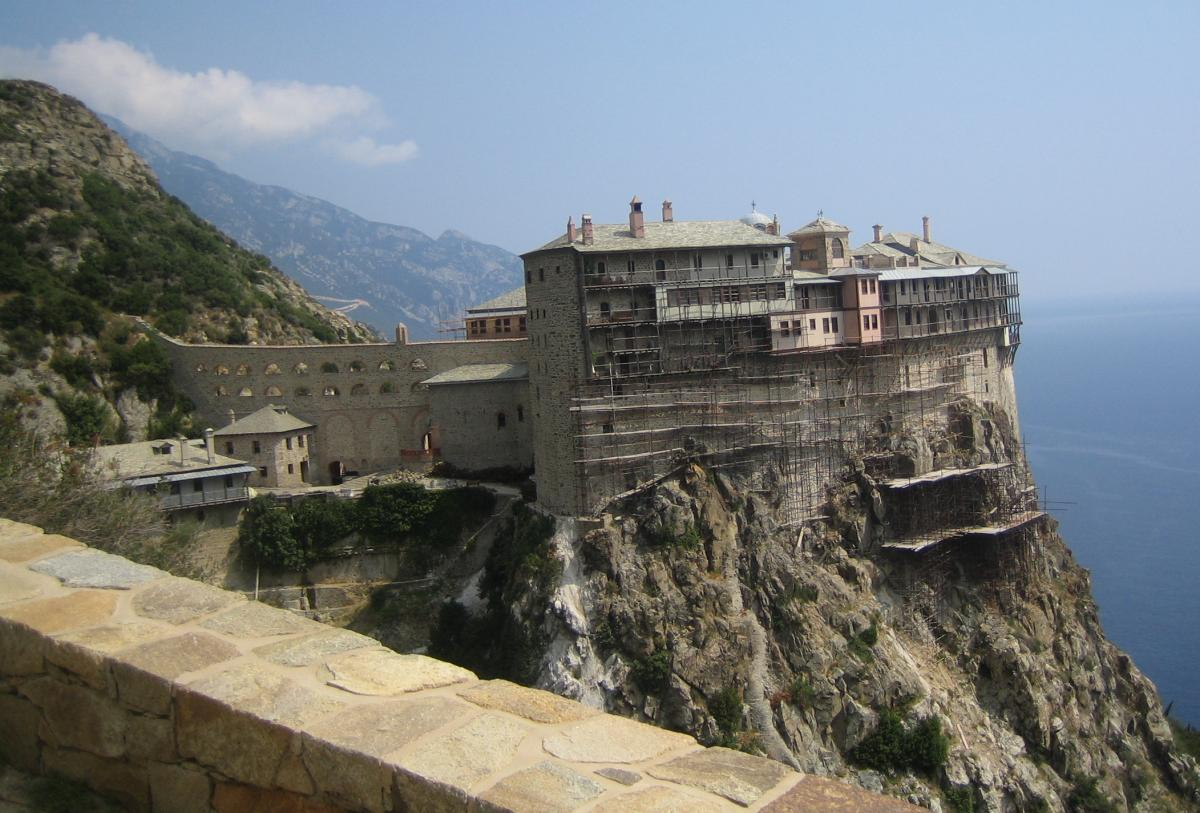
Simonopetra.

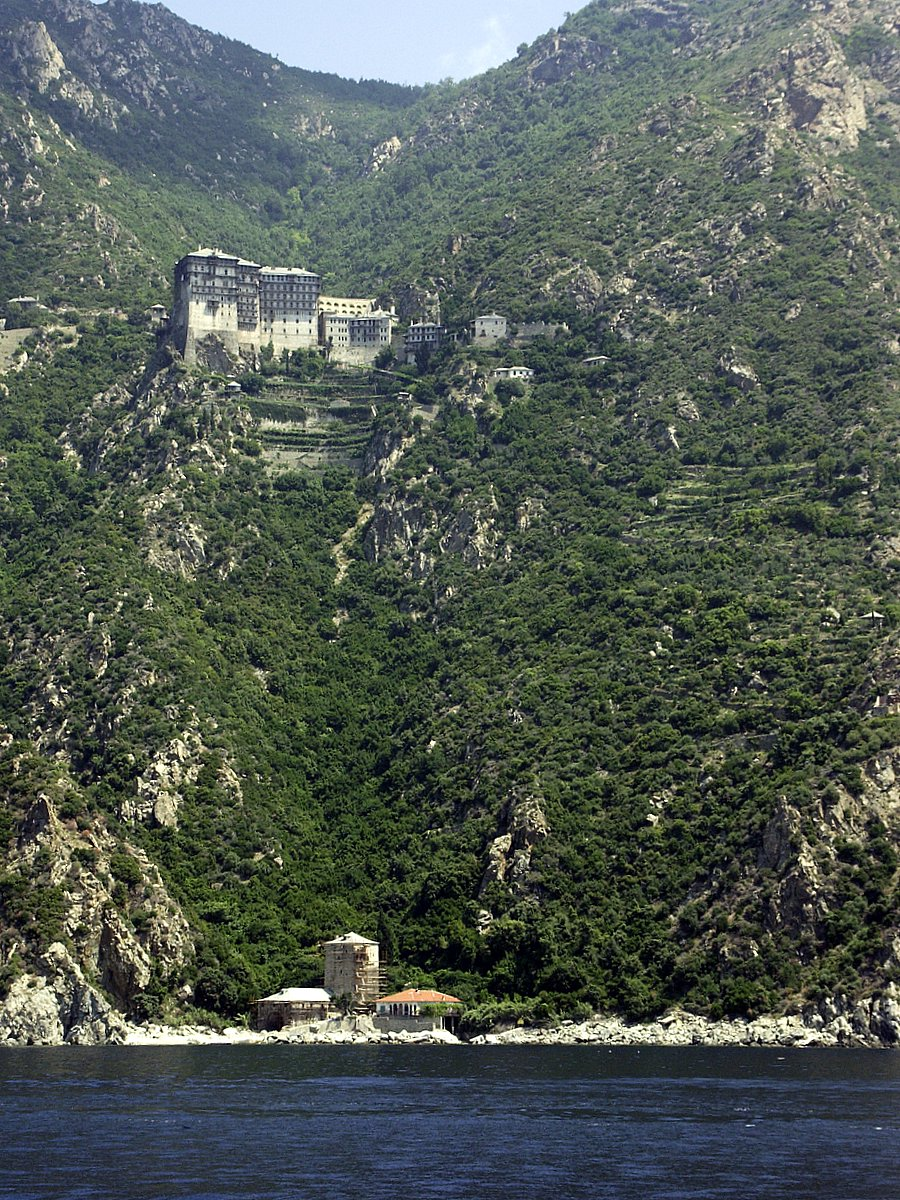
Simonopetra.

El monasterio de Simonopetra o Simonos Petra (Μονή Σιμωνόπετρα / Σίμωνος Πέτρας, literalmente: "Simon es Piedra") es un monasterio ortodoxo del Monte Athos, Grecia. Es el decimotercer monasterio de la jerarquía de los monasterios de la Montaña Sagrada y está situado en la costa sur de la península del Monte Athos, entre el puerto de Dafni y el Monasterio de Gregoriou. Siendo la costa sur de la península escarpada, el asentamiento donde se levanta el monasterio lo es especialmente, colgando así de un acantilado a 330 metros sobre el nivel del mar. Está dedicado a la Natividad de Jesús que se celebra el 25 de diciembre según el calendario gregoriano (el 7 de enero según el calendario juliano). En el monasterio viven unos 50 monjes.

## Historia
El monasterio fue fundado por San Simón a mediados del siglo XIV. Según la tradición, Simón caminaba junto a una cueva cuando tuvo una visión de Theotokos en la que le indicaba que debía construir un monasterio en lo alto de una roca y allí estaría a salvo. Originariamente, su nombre fue Nuevo Belén (Νέα Βηθλεέμ).
En 1364, el déspota serbio Jovan Ugljesa financió la renovación y expansión. En 1581, Simonopetra fue destruido por un fuego, gran parte de los monjes murieron. Evgenio, el abad, viajó a los principados del Danubio para obtener fondos para la reconstrucción. El principal benefactor fue Miguel el Valiente, Príncipe de Valaquia. Posteriormente, el monasterio volvió a ser asolado por el fuego: en 1626 y el último gran fuego en 1891.
En los últimos siglos, los monjes son tradicionalmente de Jonia en Asia Menor. Sin embargo, a mediados del siglo XX, su población descendió dramáticamente. En 1973, al hermanarse con los Monasterios de Meteora, junto a la población griega de Kalambaka, comenzó a recibir una importante comunidad.

## Arquitectura
El monasterio consiste en varias construcciones de varias plantas. El edificio principal está situado sobre el que construyó originalmente Simón. Los monjes suelen contar los pisos desde arriba hasta abajo. 
Cada expansión seguida al edificio original de Simón ha sido seguida de un incendio. Tras el incendio de 1581, se recaudaron fondos para levantar el ala oeste. Tras el fuego de 1591, el ala este fue levantada con fondos principalmente de Rusia. 

## Coro
Desde la década de 1990, el coro de Simonopetra ha obtenido una buena reputación entre los especialistas de música bizantina. El monasterio ha publicado una serie de colecciones de cánticos eclesiásticos. 

### Grabaciones
- Himnos de los Salmos(1990)
- O Pure Virgin (Agni Partheni) (1990)
- Liturgia Divina (1999)
- Vísperas (1999)
- Paraklesis (1999)
- Servicio de San Simón (1999)
- Maitines de Domingo (Orthros) (1999)
- Servicio de San Silouan el Athonita (2004)